# 波兰科沃
波兰科沃（法語：Polincove，法語發音：[pɔlɛ̃kɔv]）是法国上法蘭西大區加来海峡省的一个市镇，属于圣奥梅尔区。

## 地理
波兰科沃（50°51'21"N, 2°6'6"E）面积4.75 平方千米，位于法国上法蘭西大區加来海峡省，该省份为法国北部沿海省份，西北濒北海，南至索姆省，东临北部省。
与波兰科沃接壤的市镇（或旧市镇、城区）包括：圣玛丽凯尔克、欧德吕克、曼克尼约尔莱、埃姆河畔雷克、聚凯尔克。
波兰科沃的时区为UTC+01:00、UTC+02:00（夏令时）。

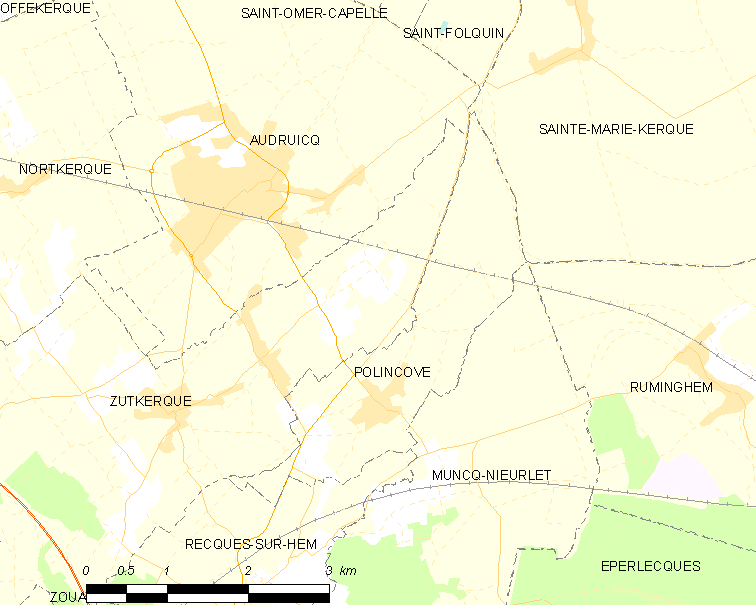
波兰科沃的OSM定位图

## 行政
波兰科沃的邮政编码为62370，INSEE市镇编码为62662。

## 政治
波兰科沃所属的省级选区为马克县。

## 人口

1962-2008年间波兰科沃人口变化图示

波兰科沃于2022年1月1日时的人口数量为874人。